# Amt Harzburg

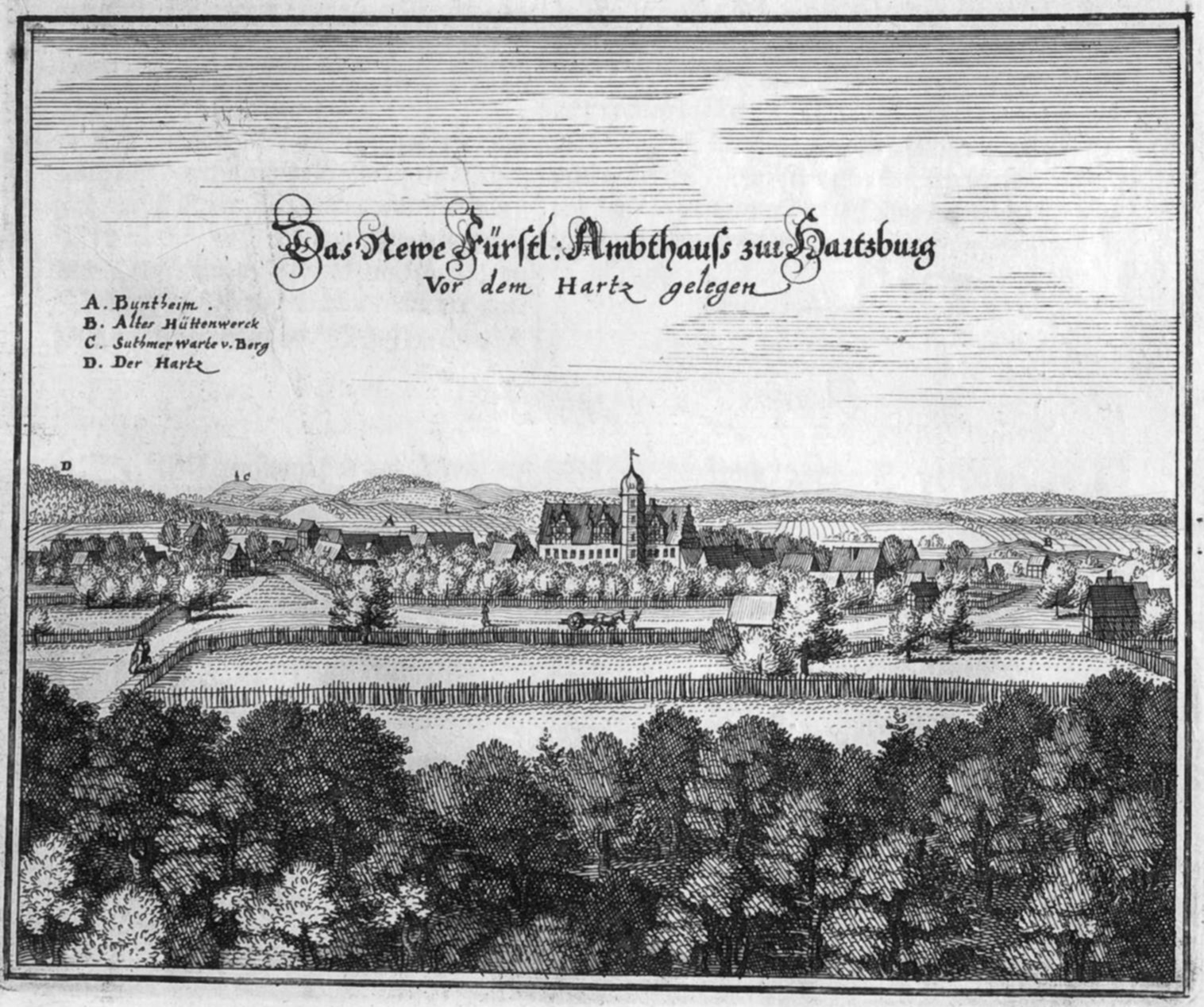
Blick auf Schloss Bündheim als Fürstliches Ambthaus im 17. Jahrhundert

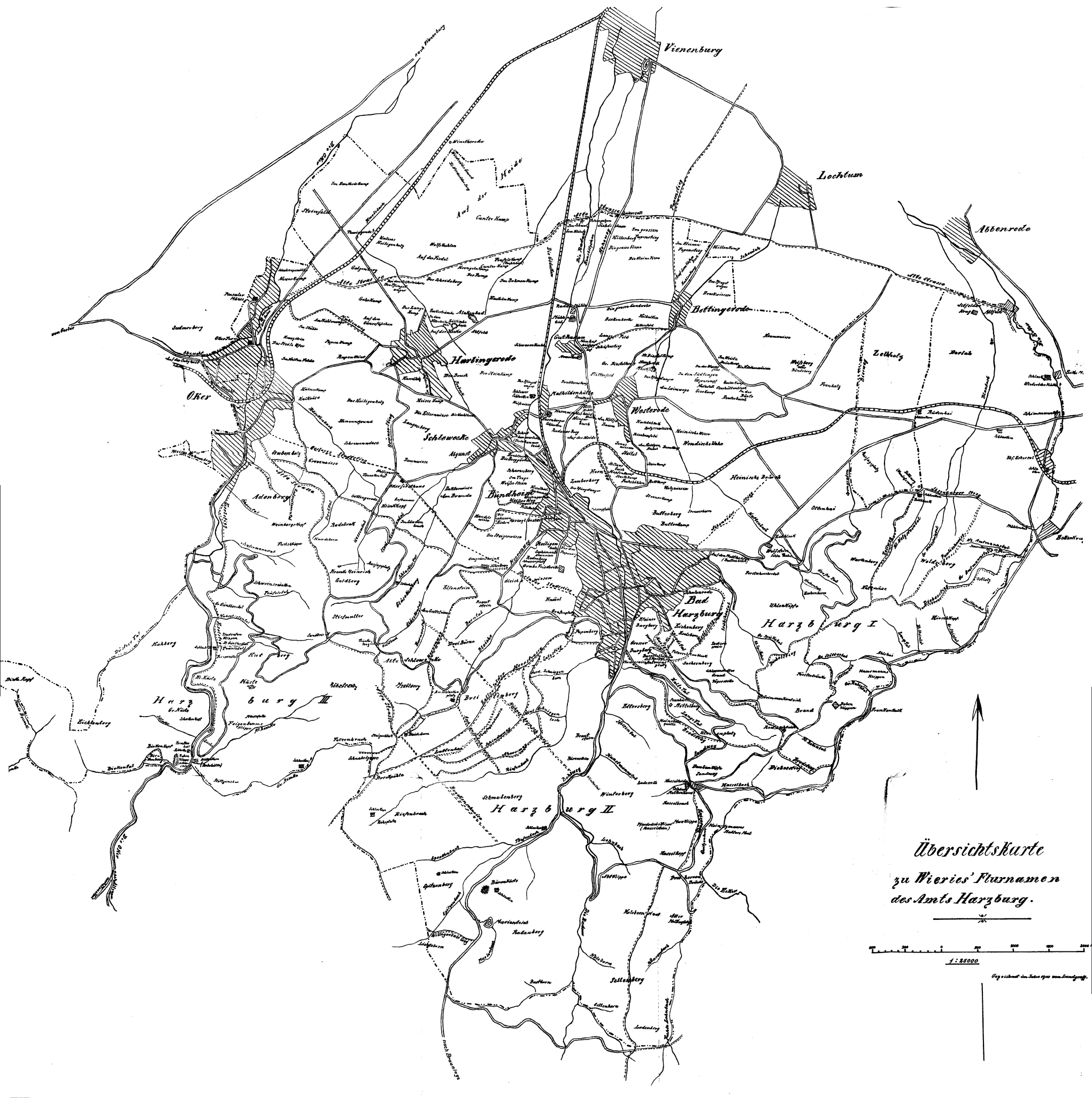
Das Amt Harzburg im Jahre 1910

Das Amt Harzburg war ein historisches Verwaltungsgebiet des Fürstentums Braunschweig-Wolfenbüttel, des späteren Herzogtums Braunschweig und schließlich Amt im Landkreis Wolfenbüttel im Freistaat Braunschweig und dem heutigen Niedersachsen zwischen 1065 und 1946.
Das Amt umfasste eine Fläche von 95,61 km² und verfügte bei einer Bevölkerung von 18.000 Einwohnern (1928) über eine Bevölkerungsdichte von etwa 188 Einwohnern/km².

## Geschichte

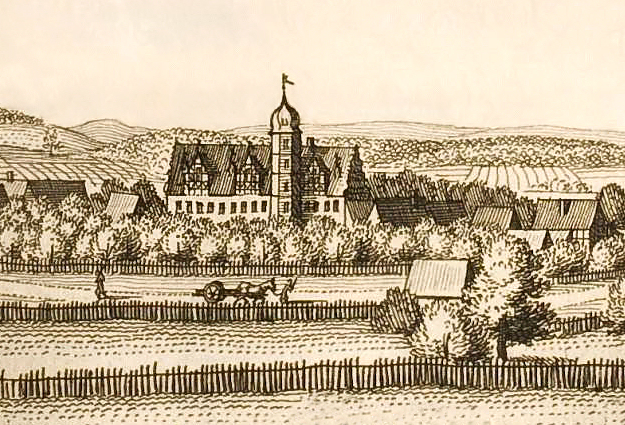
Schloss Bündheim, Verwaltungssitz des Amtes
(Stich von 1654)

Zentren des Amtes waren die einstige Harzburg und im späteren Verlauf das Schloss Bündheim. Im Rahmen des sich anbahnenden Sachsenkriegs ließ Heinrich IV. zwischen 1065 und 1068 diese Burg errichten, die jedoch bereits 1074 durch anliegende und aufgebrachte Bauern geschleift wurde.
Das Amtsgebiet war in seiner Anfangszeit heftig umstritten. Verschiedene Regionalmächte hatten an der Harzburg ein großes Interesse, die nach Heinrich IV. eine Reichsburg der Staufer wurde. So erwarb die Grafschaft Wernigerode beispielsweise 1249 das Gut Bovingerode im heutigen Osten Bad Harzburgs, um die Gegend strategisch und wirtschaftlich abzusichern. Erst 1370 befand sich die Harzburg im Besitz der Welfen, und erst 1547 gehörte das Amt Harzburg mit Burg vollständig zum Fürstentum Braunschweig-Wolfenbüttel.
Im Dreißigjährigen Krieg gelangten 1625 erste Truppen des katholischen Heerführers Wallenstein in das Amt Harzburg. Die Harzburg wurde nicht erobert, aber die umliegenden Dörfer wurden in der Folgezeit schwer verwüstet. Die Bevölkerung versuchte, sich in den angrenzenden Bergen in Sicherheit zu bringen. Nach dem Dreißigjährigen Krieg ordnete Herzog August der Jüngere von Braunschweig an, dass diejenigen, die sich im Amte Harzburg niederließen, auf drei Jahre von allen Belastungen frei sein sollten. Durch diese erfolgreiche Maßnahme gab es 1699 im ganzen Amte keine unbewohnte Hofstelle mehr.
Während der Napoleonischen Kriege wurde das Amt als Kanton Harzburg zwischen 1807 und 1813 geführt. Oker trat dem Amt Harzburg 1807 bei.
Zwischen 1815 und 1824 firmierte es mit dem Amt Langelsheim unter einer Verwaltung. Durch einen Staatsvertrag mit Preußen erhielt die Gemarkung Harlingerode und damit das Amt eine weitere Fläche von rund 4,5 km² im Norden gutgeschrieben.
Mit dem Gerichtsverfassungsgesetz vom 21. August 1849 und dessen Umsetzung zum 1. Juli 1850 wurden Verwaltung und Justiz im Herzogtum Braunschweig konsequent getrennt. Amt Harzburg und die weiteren Ämter des Herzogtums verloren daraufhin an Bedeutung.
In der Nachkriegszeit fiel das Amt an Niedersachsen. Oker wurde 1952 ausgegliedert und fiel später an die Stadt Goslar, die Gemeinden Schlewecke und Bündheim vereinigten sich zum 1. Januar 1963 zu einer Gemeinde. Die Geschichte des Amtes endete am 1. Juli 1972 im Zuge des Harzgesetzes mit der Fusion der Gemeinden Bettingerode, Bündheim, Harlingerode und Westerode sowie dem alten Stadtgebiet zur neuen Stadt Bad Harzburg, die 1974 an den Landkreis Goslar fiel.

### Einwohner
- 1798: 3712 Einwohner in 464 Häusern
- 1824: 4800 Einwohner in 497 Häusern
- 1928: 18.000 Einwohner

| \| \|                                                                        |
| ---------------------------------------------------------------------------- |
| Die Lage des Amts Harzburg im Fürstentum Braunschweig-Wolfenbüttel, um 1795. |
| Amt Harzburg · Südliche Ämter des Fürstentums Braunschweig-Wolfenbüttel      |

## Gemeinden
Bis 1972 umfasste das Amt Harzburg folgende Gemeinden:
- Bad Harzburg
- Bettingerode
- Bündheim
- Harlingerode
- Oker
- Schlewecke (fusionierte zum 1. Januar 1963 mit Bündheim)
- Westerode